# Lodospad Dery
Lodospad Dery (ang. Dera Icefall) – lodospad na Wyspie Króla Jerzego, na zachód od Polskiej Stacji Antarktycznej im. H. Arctowskiego. Opada stromo od lodowca Kopuła Warszawy do zatoki Hervé Cove (część fiordu Ezcurra). Po północno-wschodniej stronie lodospadu leży Urwisko Dutkiewicza, na północnym wschodzie wznosi się Brekcjowa Turnia. Nazwa lodospadu pochodzi od nazwiska prof. Jerzego Dery, kierownika zespołu oceanograficzno-biologicznego polskiej ekspedycji naukowej z 1977/1978 roku.